# Registertaster

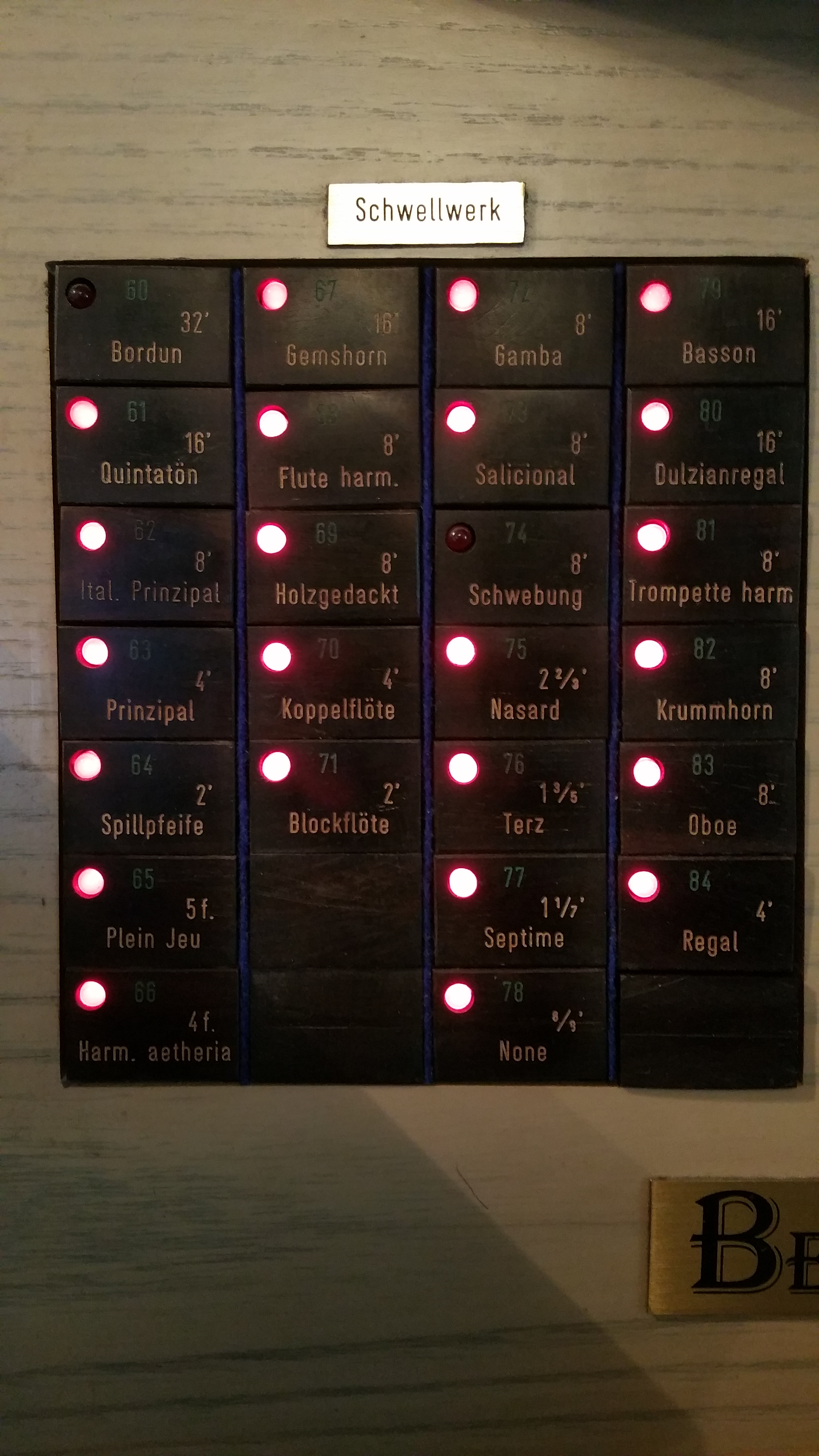
Einheitliche Taster für die Register (Sonderanfertigung für die Immanuel-Kirche in Marten)

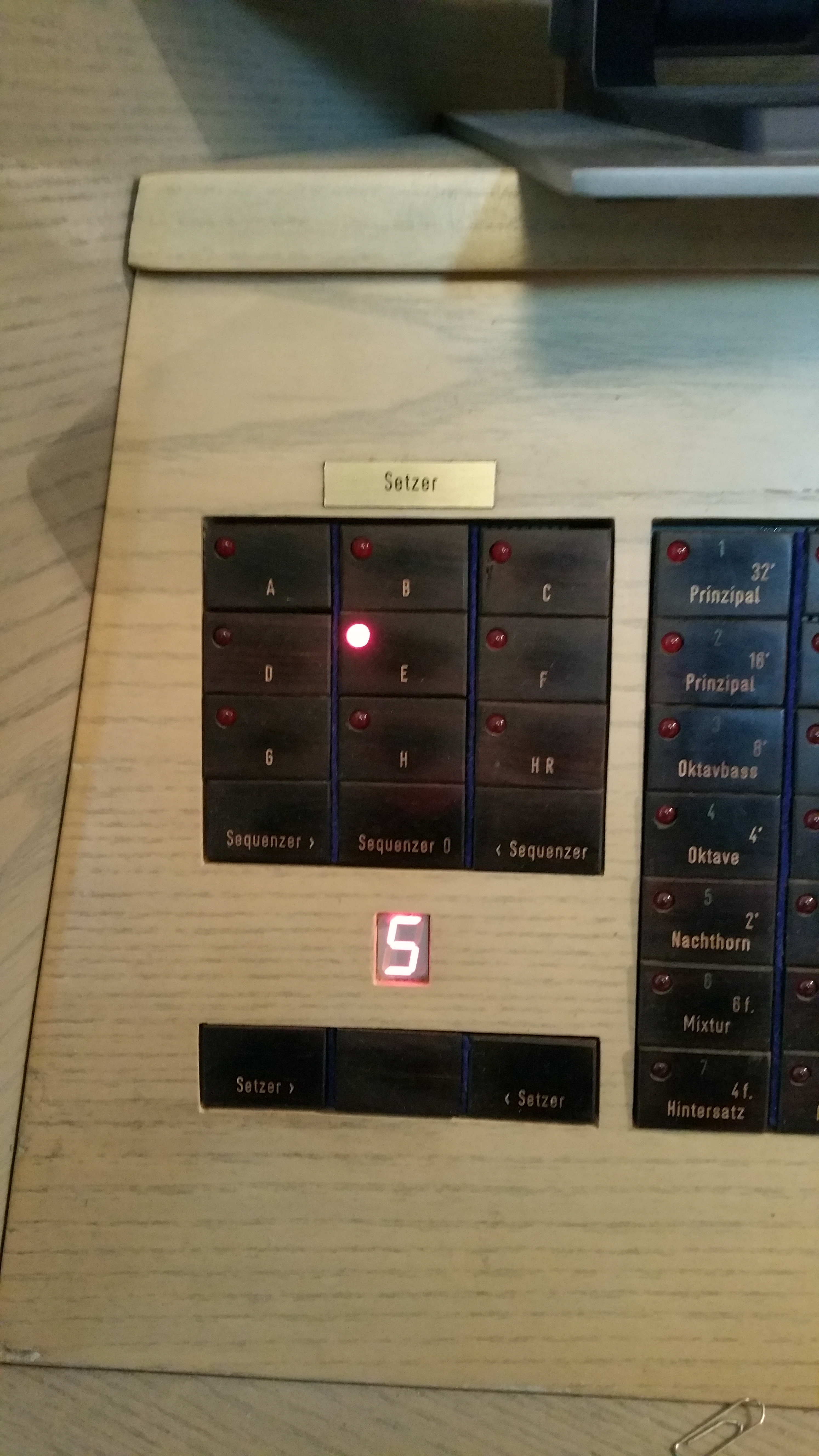
Einheitliche Taster für die Setzeranlage (Sonderanfertigung Immanuel-Kirche)

Der Registertaster ist eine spezielle Bauform für Registerschalter an einer Orgel, also ein Bedienelement, das durch Drücken betätigt wird und nach dem Loslassen selbsttätig in die Ausgangslage zurückkehrt (siehe Taster). Sehr selten finden sich an Orgeln Taster die nicht bewegt werden müssen, sondern bereits auf die bloße Berührung reagieren (Fahrstuhl-Taster). Diese Schalter sind am Spieltisch angebracht und werden durch den Organisten oder Registranten bedient.
Sie lassen sich völlig frei über oder neben den Manualen anordnen. Der Schaltzustand des zugehörigen Registers wird in der Regel durch eine Lampe oder Leuchtdiode angezeigt. Die Taster können beliebig geformt und beschriftet werden. Material, Beschriftung, Farbkennung und Anordnung der Registertaster sind nicht normiert, sie unterscheiden sich je nach ausführender Orgelbauwerkstatt.
Durch diese Schalterart können auch alle Koppeln, Spielhilfen etc. an- bzw. ausgeschaltet werden.
Der Einsatz von Registertastern bedingt eine elektrische Registertraktur. Sie finden oft bei Setzeranlagen Verwendung. Registertaster sind im Vergleich zu selbststellenden Registerzügen oder Registerwippen einfacher herzustellen, weniger störanfällig und geräuschlos, da elektromagnetisch keine Teile bewegt werden müssen.